# Наумбург
Наумбург град је на југу немачке савезне државе Саксонија-Анхалт. Налази се у долини реке Саале, 39 километара јужније од Халеа и 30 километара северно од Јене. Околина града је позната по виноградима.
Најпознатији споменик у граду је касно-романичка и рано-готичка катедрала Светог Петра и Павла.